# Xã Eastern, Quận Franklin, Illinois
Xã Eastern (tiếng Anh: Eastern Township) là một xã thuộc quận Franklin, tiểu bang Illinois, Hoa Kỳ. Năm 2010, dân số của xã này là 582 người.